# Latin freestyle
Latin freestyle, även kallad bara "freestyle", är en musikgenre. Musiken är en blandning av dance, latinopop, house och syntpop. Genren har sina rötter i USA och Latinamerika och var som populärast mellan 1985 och 1992.

## Exempel på freestyleartister
- Exposé
- Brenda K. Starr
- The Cover Girls
- Sweet Sensation
- Shana
- Nancy Martinez
- Johnny O
- Shannon
- Seduction
- Pajama Party